# Compsobuthus simoni
Espèce
Compsobuthus simoni est une espèce de scorpions de la famille des Buthidae.

## Distribution
Cette espèce se rencontre au Niger vers Birni N'Konni et au Togo vers Mandouri.

## Description
Le mâle décrit par Lourenço en 2009 mesure 25,9 mm.

## Étymologie
Cette espèce est nommée en l'honneur d'Eugène Simon.

## Publication originale
- Lourenço, 1999 : « Two new species of Compsobuthus Vachon (Scorpiones, Buthidae) from Africa. » Entomologische Mitteilungen aus dem Zoologischen Museum Hamburg, vol. 13, no 160, p. 85-94 (texte intégral).